# Rạch Sỏi
Rạch Sỏi là một phường thuộc thành phố Rạch Giá, tỉnh Kiên Giang, Việt Nam.

## Địa lý
Phường Rạch Sỏi nằm ở cửa ngõ phía nam thành phố Rạch Giá, có vị trí địa lý:
- Phía đông giáp phường Vĩnh Lợi
- Phía tây giáp Vịnh Thái Lan
- Phía nam giáp huyện Châu Thành
- Phía bắc giáp phường An Bình và phường An Hòa.

Phường Rạch Sỏi có diện tích 3,45 km², dân số năm 2023 là 19.472 người, mật độ dân số đạt 5.644 người/km².

## Hành chính
Phường Rạch Sỏi được chia thành 5 khu phố: 1, 2, 3, 6, 7.

## Lịch sử
Trước đây, Rạch Sỏi là thị trấn huyện lỵ của huyện Châu Thành.
Ngày 24 tháng 5 năm 1988, Hội đồng Bộ trưởng ban hành Quyết định số 92-HĐBT về việc:
- Sáp nhập thị trấn Rạch Sỏi thuộc huyện Châu Thành vào thị xã Rạch Giá quản lý
- Thành lập phường Rạch Sỏi thuộc thị xã Rạch Giá trên cơ sở toàn bộ diện tích và dân số của thị trấn Rạch Sỏi.

Ngày 14 tháng 11 năm 2001, Chính phủ ban hành Nghị định số 84/2001/NĐ-CP về việc thành lập phường Vĩnh Lợi trên cơ sở điều chỉnh 398,4 ha diện tích tự nhiên và 7.659 người của phường Rạch Sỏi.
Sau khi điều chỉnh địa giới hành chính, phường Rạch Sỏi còn lại 541,6 ha diện tích tự nhiên và 15.701 người.
Ngày 26 tháng 7 năm 2005, Chính phủ ban hành Nghị định số 97/2005/NĐ-CP về việc thành lập thành phố Rạch Giá thuộc tỉnh Kiên Giang. Phường Rạch Sỏi trực thuộc thành phố Rạch Giá.

## Giao thông
Rạch Sỏi là phường cửa ngõ vào thành phố Rạch Giá theo các tuyến quốc lộ 80, quốc lộ 63, quốc lộ 61 và đường cao tốc Lộ Tẻ - Rạch Sỏi. Tại Rạch Sỏi, mạng lưới giao thông quy tụ hầu hết các loại hình vận chuyển: Đường bộ, đường thủy, đường hàng không... Sân bay Rạch Giá và bến xe Rạch Sỏi là hai điểm giao thông quan trọng của thị xã, nay là thành phố Rạch Giá. Tại đây chợ nhà lồng Rạch Sỏi là chợ lớn thứ hai của thành phố Rạch Giá với đầy đủ các loại thực phẩm, nông thủy hải sản, phong phú về chủng loại và sản lượng. Ngoài ra, trại giam và Trường Cao đẳng Sư Phạm tỉnh Kiên Giang cũng thuộc địa phận phường Rạch Sỏi. Trụ sở làm việc của Ủy ban nhân dân phường Rạch Sỏi đã được xây dựng mới và đưa vào sử dụng, đẹp hơn, khang trang hơn, xứng tầm với vóc dáng của thành phố. Nay Rạch Sỏi đã xây dựng thêm bến xe mới nằm trên đường Mai Thị Hồng Hạnh. Phường Rạch Sỏi cũng có một số cơ quan quan trọng như: phòng ANĐT của tỉnh Kiên Giang, phòng ma túy, phòng hỗ trợ tư pháp,...